# Guvernementet Stavropol
Guvernementet Stavropol var ett guvernement i generalguvernementet Kaukasus i Kejsardömet Ryssland, i norra
Kaukasien.
Det var begränsat i norr av Astrachan och Donkosackernas land, i väster av Kuban, i söder av
Terek och i öster av Kaspiska havet Det hade en yta på 54 310 km² och en folkmängd på 1 329 000
invånare (1904), varav omkring nio tiondelar var ryssar och ukrainare,
dessutom fanns det nogajer, turkmener, kalmucker, armenier,
greker m. m.
Landet bildade i väster en vågig slätt på
450-600 m. ö. h. Norr och öster om denna utbredde sig vidsträckta stäpper. I söder reste sig bergsgruppen
Besjtau. De förnämsta vattendragen var Kuma,
Manytj på nordöstra gränsen, de båda Jegorlyk och
Kalau, men dessas vattenmängd var genom den starka avdunstningen tidtals obetydlig. Huvudnäringar var jordbruk och boskapsskötsel. Därjämte förekom tillverkning av siden- och bomullsvaror, av läder- och metallarbeten.